# Diecezja Midlands
Diecezja Midlands – diecezja Koptyjskiego Kościoła Ortodoksyjnego w Wielkiej Brytanii. Erygowana została w 1991 roku przez patriarchę Szenudę III. Obejmuje hrabstwa Cheshire, Kumbria, Derbyshire, Gloucestershire, Wielki Manchester, Herefordshire, Lancashire, Leicestershire, Lincolnshire, Merseyside, Northamptonshire, Nottinghamshire, Oxfordshire, Rutland, Shropshire, Staffordshire, Warwickshire, West Midlands i Worcestershire oraz północną Walię. Znajduje się w niej 8 parafii i 3 kościoły filialne, w których posługuje 9 księży.
Aktualnym ordynariuszem diecezji jest biskup Missael.